# Acide iodeux
L'acide iodeux est le composé chimique de formule HIO2. L'acide iodeux est la forme acide de l'iodite. Extrêmement instables, les iodites ont été observés mais jamais isolés. Ils se décomposent rapidement en iode et iodate.